# PAXIP1
PAXIP1‏ (PAX interacting protein 1) هوَ بروتين يُشَفر بواسطة جين PAXIP1 في الإنسان.